# (2108) Отто Шмидт
(2108) Отто Шмидт (лат. Otto Schmidt) — типичный астероид главного пояса. Он был открыт 4 октября 1948 года советским астрономом Пелагеей Шайн в Симеизской обсерватории Крыма и 1 июня 1980 года назван в честь советского математика, астронома, геофизика и исследователя Севера Героя Советского Союза Отто Шмидта. 

Орбита астероида Отто Шмидт и его положение в Солнечной системе
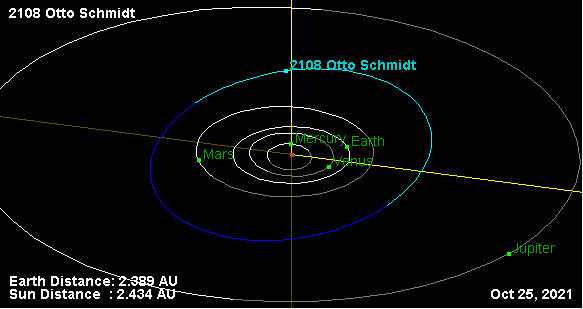
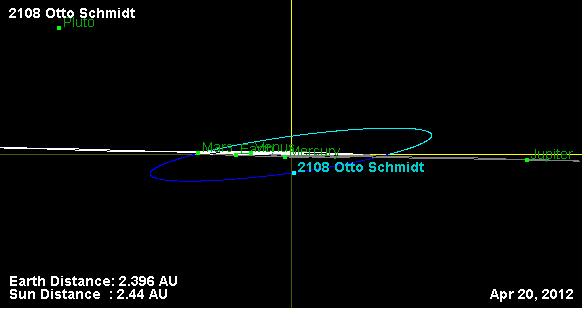